# عمارت مردگان زنده
عمارت مردگان زنده (اسپانیایی: La mansión de los muertos vivientes‎) یک فیلم ترسناک اِروتیک به کارگردانی خسوس فرانکو است که در سال ۱۹۸۲ منتشر شد. از بازیگران این فیلم می‌توان به لینا رومای اشاره کرد.